# Paraphaeosphaeria
Paraphaeosphaeria O. E. Erikss. – rodzaj grzybów z rodziny Didymosphaeriaceae.

## Systematyka i nazewnictwo
Pozycja w klasyfikacji według Index Fungorum: Didymosphaeriaceae, Pleosporales, Pleosporomycetidae, Dothideomycetes, Pezizomycotina, Ascomycota, Fungi.
Takson utworzył w 1967 r. Ove Erik Eriksson.
Gatunki występujące w Polsce:
- Paraphaeosphaeria michotii (Westend.) O.E. Erikss. 1967
- Paraphaeosphaeria minitans (W.A. Campb.) Verkley, Göker & Stielow 2014
- Paraphaeosphaeria sporulosa (W. Gams & Domsch) Verkley, Göker & Stielow 2014

Nazwy naukowe na podstawie Index Fungorum. Wykaz gatunków według W. Mułłenki i innych.